# Heideweek

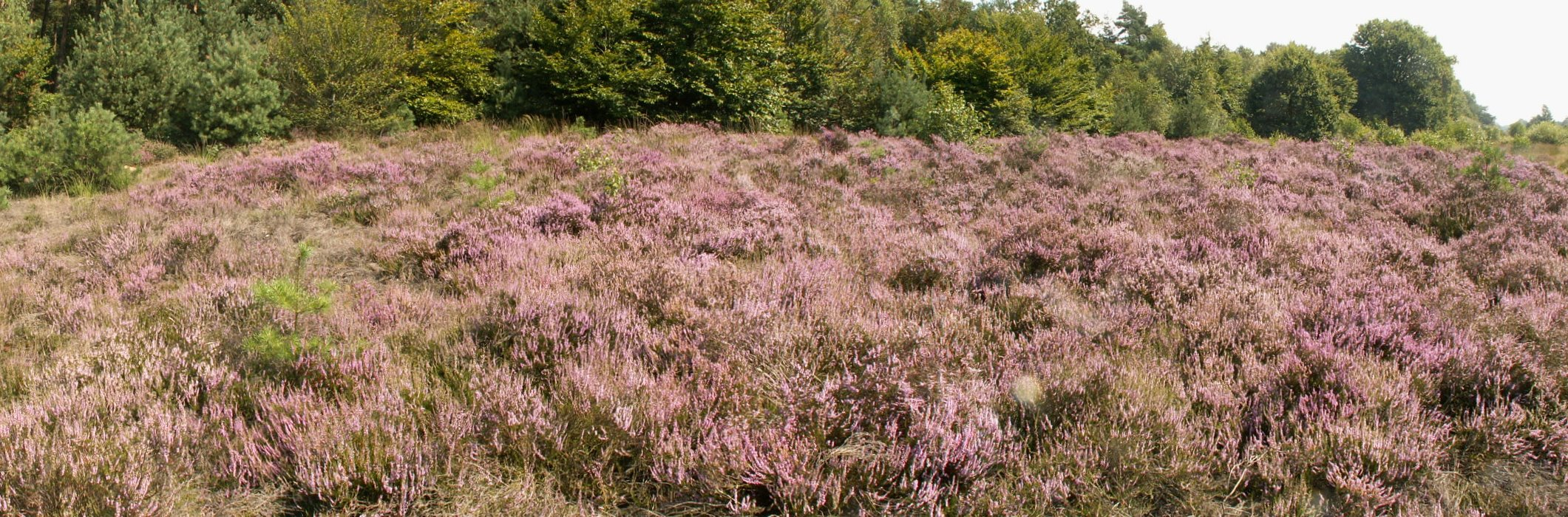
Bloeiende Struikheide (Calluna) bij Ede

De Heideweek is een feestweek die jaarlijks wordt gehouden in de gemeente Ede tijdens de bloeitijd van de heide. In de laatste volledige week van augustus vinden er verspreid over alle dorpen van de gemeente Ede meer dan zeventig evenementen plaats. Hiermee is de Heideweek een van de grootste evenementen van Gelderland. 
Tijdens de Heideweek zetten, naast het Heideweekbestuur, ook verenigingen, buurthuizen, ondernemers, etc. zich vrijwillig in om activiteiten in de gemeente Ede te organiseren. Vrijwel alle evenementen zijn zonder kosten te bezoeken.

## Geschiedenis

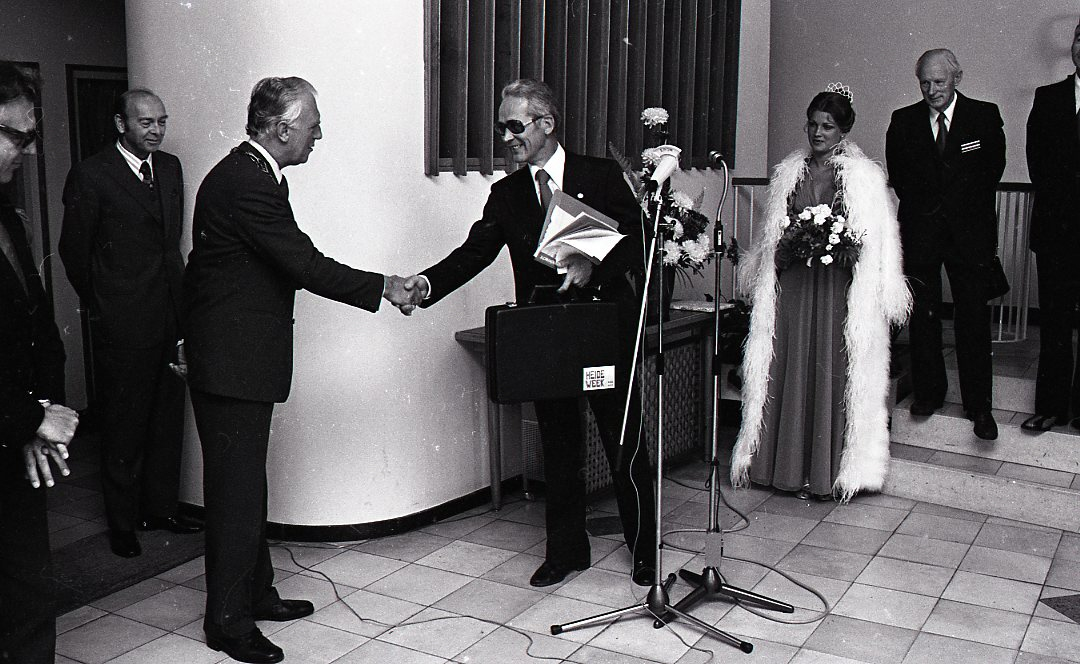
De heidekoningin arriveert op het gemeentehuis (1975)

In 1935 werd door de voorzitter van de plaatselijke VVV besloten om een Heideweek te gaan organiseren. Het doel hiervan was om meer toeristen naar Ede te trekken en om zodoende de plaatselijke middenstand meer inkomsten te bezorgen. Het werd een groot succes en het evenement werd tot de mobilisatie in 1939 jaarlijks georganiseerd.
Van 1946 tot 1977 werd niet ieder jaar een Heideweek georganiseerd, maar vanaf 1978 was dit weer onafgebroken het geval. De editie van 2020 is vanwege de coronacrisis afgelast.

## Heidehoogheden

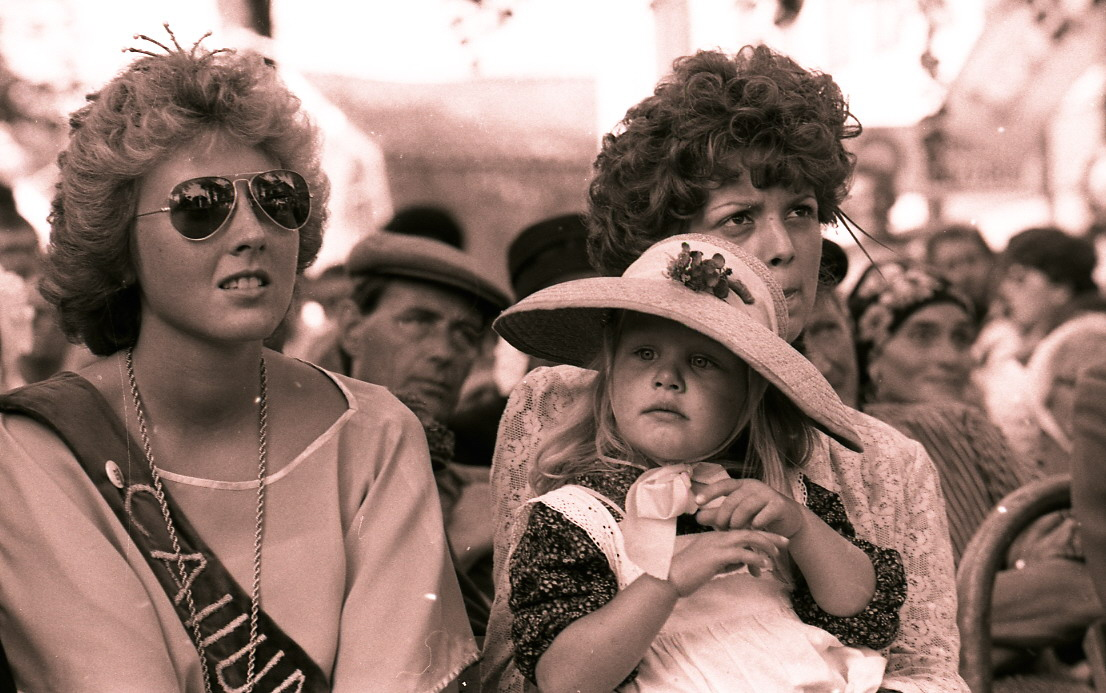
Bezoek van de heidekoningin Calluna (links) aan de Oud Lunterse dag in de Dorpsstraat in Lunteren op 27 augustus 1983. Foto Cord Otting

Vanaf het eerste moment werd er voorafgaand aan de Heideweek een "heidekoningin" gekozen met de naam Calluna. Hier werd in 1975 een "heideprinses" aan toegevoegd met de naam Erica.

## Evenementen
Traditiegetrouw wordt de heideweek geopend op vrijdagavond. De burgemeester van Ede draagt tijdens een feestavond op het Kuiperplein voor een week het grondgebied van Ede over aan de "Heidehoogheden" waarna het feest wordt vervolgd met optredens van bekende Nederlandse artiesten. In de week die volgt worden ruim 70 evenementen georganiseerd in Ede en de andere dorpen in de gemeente. Variërend van een groots openingsspektakel met optredens artiesten, tot braderieën, folklorefeesten, sportwedstrijden, muziekfestivals, drive-in filmavond, fiets- en wandeltochten en kinderactiviteiten.
Hieronder staan enkele voorbeelden, met achter het evenement het gemiddelde bezoekersaantal:
- Heideoptocht (30.000)
- Oecumenische kerkdienst in het Openluchttheater (1500)
- Vliegerfeest (3000)
- Vlegeldag Bennekom (32.000)
- Oud-Lunterse Dag (35.000)
- Diverse braderieën (20.000)
- Otterlose Heidedag (10.000)
- Vier grote muziekavonden op het Kuiperplein (30.000)

De Heideweek wordt traditiegetrouw op de maandagavond na de Heideweek afgesloten met de verkiezing van de nieuwe Heidehoogheden.